# Козлов, Дмитрий Петрович
Дмитрий Петрович Козлов (7 июня 1976, Земетчинский район, Пензенская область, РСФСР, СССР) — российский государственный деятель. Начальник Главного управления МЧС России по Пензенской области с 2021 года. Генерал-майор внутренней службы (2020).

## Биография
Родился 7 июня 1976 года в Земетчинском районе Пензенской области.
В 1998 году окончил Санкт-Петербургский университет ГПС МЧС России.
В 2010 году участвовал в ликвидации последствий чрезвычайной ситуации, вызванной природными пожарами на территории Нижегородской и Пензенской областей.
Прошел путь от начальника караула 3-й пожарной части УГПС УВД Пензенской области до заместителя начальника ГУ (по государственной противопожарной службе) — начальник управления организации пожаротушения и проведения аварийно-спасательных работ ГУ МЧС России по Пензенской области.
С 1998 по 1999 годы — начальник караула 3-й пожарной части Пензенской области.
с 1999 по 2002 годы — начальник отдельного поста 3-й пожарной части Пензенской области.
в 2005—2006 годы — начальник 3-й пожарной части Главного управления МЧС России.
в 2009—2010 годы — заместитель начальника 6-го отряда МЧС России по Пензенской области.
в период с 2010 по 2013 годы — начальник отдела ГУ МЧС России по Пензенской области.
с июля 2013 года назначен заместителем начальника по государственной противопожарной службе — начальник управления ГУ МЧС России по Пензенской области.
22 сентября 2016 года Дмитрий Козлов назначен на должность первого заместителя начальника Главного управления МЧС России по Пензенской области.
1 сентября 2018 года назначен временно исполняющим обязанности начальника Главного Управления МЧС Российской Федерации по городу Севастополь.
Указом Президента РФ 30 сентября 2019 года назначил полковника внутренней службы Дмитрия Козлова начальником Главного управления МЧС России по городу Севастополь.
Указом Президента РФ от 10 декабря 2020 года присвоено звание генерал-майор внутренней службы.
Указом Президента Российской Федерации от 4 октября 2021 года назначен на должность начальника Главного управления МЧС России по Пензенской области.

## Награды
- Медаль «За отличие в ликвидации последствий чрезвычайной ситуации» (МЧС России);
- Медаль «За отвагу на пожаре» (МЧС России);
- Медаль «За безупречную службу» (МЧС России);
- Медаль «За усердие» (МЧС России);
- Медали «За отличие в службе» (МЧС) I, II и III степени;
- Медаль «За содружество во имя спасения» (МЧС России);
- Медаль «Участнику ликвидации пожаров 2010 года» (МЧС России);
- Юбилейные медали МЧС России.